# Augustusburg og Falkenlust
Augustsburg og Falkenlust Slotte ligger i  byen Brühl i Nordrhein-Westfalen. Slottet Augustburg er forbundet med jagtslottet Falkenlust med en allé som går gennem den store park. Begge slottene hører til de vigtigste bygningsværker i barok- og rokokostil i Tyskland og de er fra 1984 opført på UNESCOs liste over verdens kulturarv.

## Historie
Ærkebiskopperne i Köln ejede i det 12. århundrede en stor gård som bl.a. omfattede jagtmarker i dette område. I 1284 byggede ærkebiskop Siegfried von Westerburg et vandslott på stedet, som boldværk mod Köln, og dette var færdig i 1298. Slottet overlevede til 1689 da franskmændene sprængte det i forbindelse med den  Pfalziske Arvefølgekrig.

### Augustsburg
Ærkebiskop af Köln Clemens August 1. af Bayern (1700–1761) af Wittelsbachdynastiet opførte Augustsburg Slot på ruinerne af den gamle borg. Arbejderne begyndte  i 1725 efter planer af arkitekt Johann Conrad Schlaun. Efter senere udvidelser opførte Johann Balthasaar Neumann mellem 1740 og 1746 trappehuset som er blandt slottets hovedattraktioner. Balthasaar Neumann opførte også højalteret i slotskirken som oprindelig ble indviet i 1493. Kirken havde tilhørt et franciskanerkloster, men blev i 1735 omgjort til slotskirke.
Augustsburg Slot var et rent jagt- og sommerslot og blev af kurfyrstere kun benyttet i fire til seks uger om sommeren. Hovedresidensen var det Kurfyrstelige slot  og Poppelsdorfer Schloss i Bonn
Slottet blev stærkt skadet mod slutningen af den anden verdenskrig, men allerede i 1946 begyndte restaureringsarbejderne. Fra 1949 til 1996 tog Tysklands præsident mod statsbesøg på slottet. Det er nu åbent for publikum til nærmere angivne tider.

### Falkenlust
Jagtslottet Falkenlust blev bygget mellem 1729 og 1740 af arkitekten de Cuvilliés efter forbillede af parken ved Schloss Nymphenburg i München. Slottet blev bygget som lystslot (maison de plaisance). Det var i modsætning til Augustsburg ikke bygget for repræsentation, men for et mere privat liv.
I 1760 gav Casanova en gallamiddag for fruen til Kölns borgermester på slottet. Slottet tilhørte fra 1832 til 1960 familien Giesler, men blev da overdraget til delstaten Nordrhein-Westfalen.

### Slotsparken
Slottene er omkranset af barokparker oprindelig tegnet af Dominique Girard. I det 19. århundrede blev disse omformet til en engelsk landskabspark af Peter Joseph Lenné. Arbejdet med at rekonstruere barokparken har foregået i perioder helt fra 1930'erne, efter den anden verdenskrig og særlig fra 1983. I dag regnes slotsparken til slottene Augustburg og Falkenlust som en af de smukkeste barokparker i Europa. Skovene i parkens ydre randzone er naturbeskyttelsesområde.